# Наумлюк Антон Олександрович
Наумлюк Антон Олександрович (нар.8 квітня 1984) — російський історик, журналіст і правозахисник, один із небагатьох російських журналістів, що висвітлюють події російської агресії проти України, окупації Криму Росією, єдиний представник ЗМІ, який особисто присутній при облавах на кримських татар і судах над ними. Кореспондент російської редакції «Радіо Свобода», спеціальний кореспондент «Нової газети». Кандидат історичних наук. Лауреат «Free Media Awards» 2017 року.

## Біографія
Антон Наумлюк народився в селищі Шихани Вольського району Саратовської області в сім'ї науковців-істориків. У 2001 році закінчив Вольський ліцей та поступив на історичний факультет Саратовського державного університету. Після закінчення у 2006 році університету продовжив навчання там же в аспірантурі. У 2009 році захистив кандидатську дисертацію «Державна конфесійна політика по відношенню до старообрядництва в Саратові-Самарському Поволжі у другій половині XVIII — початку XX століть». Певний час працював доцентом кафедри документаційного забезпечення управління Поволзького інституту управління імені П. А. Столипіна.
У журналістиці з 2012 року. Працював в агентстві «Вільні новини. FreeNews-Volga» (2012—2013), а також в «Газеті Тижня в Саратові», ІА «Версія-Саратов» (2013—2015). Позаштатний кореспондент російської редакції «Радіо Свобода» з 2013 року. Був автором матеріалів про протестний рух і порушеннях прав людини в Саратовській області. З 2016 року — спеціальний кореспондент «Нової газети». Працює в окупованому Криму. З 2019 року — головний редактор українського медіа-проекту «Ґрати».
Активно займається висвітленням випадків порушень прав людини в окупованому Криму. Антон постійно проживає в Росії. До Криму він завжди в'їжджає законно — перетинаючи КПВВ на адмінмежі між континентальною Україною і окупованим півостровом. У більшості випадків Наумлюк був єдиним представником засобів масової інформації, які були присутні при облавах на кримських татар і судах над ними. 6 березня 2017 року фотографії з обшуків у кримських татар, зроблені Наумлюком, демонструвалися на попередніх слуханнях за позовом України до Росії в Міжнародному суді ООН в Гаазі.
11 жовтня 2017 року Наумлюк отримав міжнародну премію «Free Media Awards» фонду Fritt Ord. Нагородження відбулося в Києві в рамках конференції «Free Media Awards».